# S.S. Lazio
S.S.Lazio (italijansko: Società Sportiva Lazio S.p.A.) je italijanski nogometni klub s sedežem v Rimu. Moštvo nastopa v Serie A, svoje domače tekme pa igra na olimpijskem stadionu.

## Zgodovina

### Zgodnja leta
Klub je bil ustanovljen 9. januarja leta 1900 kot Società Podistica Lazio. Ime Lazio so si ustanovitelji izposodili od latinske besede »Latium« (Lacij). Lacij je sicer italijanska dežela, v kateri leži tudi glavno mesto Rim. Klub je svoje barve »podedoval« po grški zastavi, kajti ustanovitelji so se navezali na državo, v kateri je prišlo do obuditve olimpijske tradicije, orel na vrhu grba pa predstavlja nekdanji rimski imperij.
Klub je bil prvotno ustanovljen kot atletski klub, nogometni oddelek pa je bil dodan leta 1902. Lazio je od takrat postal največji športni klub v Evropi. Pod svojim okriljem ima med drugim košarkarsko, kriket in padalsko sekcijo, celotno število različnih športnih oddelkov pa je 34. 
Lazio se je italijanske nogometne lige udeležil šele leta 1913, v sledečih sezonah pa se je večkrat povzpel vse do finala državnega prvenstva. V prvi organizirani Serie A je klub sprva dosegel drugo mesto, prve klubske lovorike pa so prišle po drugi svetovni vojni. Leta 1958 so sinje-modri osvojili prvo pokalno lovoriko, na prvi scudetto pa so morali privrženci Lazia čakati vse do leta 1974. Najpomembnejši igralci takratne ekipe so bili Giorgio Chinaglia, Giuseppe Wilson, Luciano Re Cecconi, trener pa je bil Tommaso Maestrelli. 

## Petdeseta leta
Lazio je med najboljšimi klubi brez izpada nastopal med letoma 1929 in 1961, v petdesetih letih pa velja omeniti le tretje mesto (1957) in zmago v pokalnem tekmovanju (1958).

## Šestdeseta in sedemdeseta
Leta 1961 je Lazio prvič v zgodovini izpadel v Serie B, vendar se je sinje-modrim že dve leti kasneje uspelo vrniti v Serie A. Pod vodstvom argentinskega trenerja Juana Carlosa Lorenza je moštvo leta 1964 zasedlo deveto mesto v Serie A, vrhunec sezone pa je predstavljala gostujoča zmaga proti Juventusu (0:3). Glavni zvezdnik takratne ekipe je bil igralec sredine igrišča Nello Governato. Po nekaj slabših sezonah je Lazio leta 1967 znova izpadel, nov povratek med najboljše pa jim je uspel leta 1969, ko so na koncu osvojili osmo mesto.
Sedemdeseta leta so se začela na enak način kot šestdeseta, z izpadom, ki pa mu je zopet sledil takojšen povratek med prvoligaše in začetek prvega z lovorikami bogatega obdobja. V sezoni 1972/73 so ekipo med drugim sestavljali Pino Wilson v obrambi, Luciano Re Cecconi in Mario Frustalupi na sredini, Renzo Garlaschelli in Giorgio Chinaglia pa sta bila glavna napadalca. Lazio se je v tej sezoni z Juventusom in Milanom presenetljivo boril za scudetto, boj za naslov pa so izgubili šele na zadnji prvenstveni tekmi sezone, ko so tik pred koncem tekme z Napolijem prejeli usodni zadetek.
Slavje pa je prišlo že sezono kasneje (1973/74), ko je Lazio osvojil svoj prvi naslov državnega prvaka. Na žalost sledeča sezona ni bila tako uspešna, kajti klub je nato zasedel le četrto mesto, v sledečih sezonah pa so spet sledile težave in boj za obstanek med prvoligaši. Klub sta zaznamovala tragična smrt Re Cecconija in odhod Giorgia Chinaglie, svetlo prihodnost pa je napovedal mladi Bruno Giordano, ki je leta 1979 osvojil naslov najboljšega strelca italijanskega prvenstva.

## Osemdeseta in devetdeseta
Zaradi škandala v povezavi z nelegalnimi športnimi stavami je bil Lazio skupaj z Milanom leta 1980 prisilno poslan v Serie B, kjer je ostal kar tri leta. Povratek je sledil leta 1983, sledečo sezono pa so se komajda rešili ponovnega izpada. Sezona 1984/85 je pomenila novo katastrofo, kajti klub je osvojil le 15 točk in sezono končal na povsem zadnjem mestu, kljub temu da sta bila v moštvu obetavna Francesco Fonte in Francesco Dell'Anno.
Po novem korupcijskem škandalu je Lazio prvenstvo leta 1986 začel z devetimi točkami minusa, izpadu pa so se izognili šele po dodatnih tekmah s Campobassom. To je pomenilo ključni preobrat v klubski zgodovini, kajti od leta 1988 Lazio ni več izpadel v Serie B. Klub je najprej stabiliziral poslovnež Gianmarco Calleri, leta 1992 pa je Lazio prevzel Sergio Cragnotti in vanj vložil precej denarja. Klub je želel ponovno vrniti v vrh italijanskega nogometa.
Leta 1993 je Lazio sezono zaključil na petem mestu, leto kasneje na četrtem, sezono 1995 na drugem, 1996 pa na tretjem. Leta 1997 je spet sledilo četrto mesto, dve sezoni kasneje pa je Laziu v boju za naslov prvaka zmanjkala le ena točka. Drugi scudetto je končno prišel leta 2000, v istem letu pa je klub osvojil tudi italijanski pokal, obe lovoriki pod vodstvom trenerja Svena-Görana Erikssona. Italijanski pokal je klub osvojil tudi leta 1998 in 2004, Lazio pa bo ostal zapisan tudi kot zadnji zmagovalec zdaj že pokojnega Pokala pokalnih zmagovalcev. Leta 1998 se je klub uvrstil tudi v finale Pokala UEFA, vendar je bil s 3:0 boljši milanski Inter. Takrat je Lazio sicer osvojil tudi italijanski in evropski superpokal, postal pa je tudi prvi italijanski klub, ki je s svojimi delnicami vstopil na borzo.

## Sedanjost
Finančni škandal leta 2002 je predsednika Cragnottija skupaj s svojim mlečnim podjetjem Cirio pregnal iz kluba, ki so ga do leta 2004 nadzirali različni finančni managerji, dokler ga ni prevzel trenutni predsednik, Claudio Lotito. Poleti 2004 se je v klub po dolgem času vrnil navijaški idol Paolo Di Canio, v sezoni 2005/06 pa so klub zapustili pomembni igralci, kot so Fernando Couto, Paolo Negro in Giuliano Giannichedda, ki so morali oditi zaradi zmanjšanja proračuna. V sezoni 2005/06 je klub pod vodstvom trenerja Delia Rossija odigral zelo solidno in se tudi presenetljivo uvrstil v Pokal UEFA.
29. junija 2006 je Italijanska nogometna zveza pričela proces proti Juventusu, A.C. Milanu, Laziu iz Rima in Fiorentini, ki so osumljeni nameščanje rezultatov tekem, skupaj z nekaterimi sodniki. Vse klubom grozi kazenski izpad v Serie B, medtem ko Juventusu lahko odvzamejo še zadnje dva naslova prvaka Serie A.
14. julija 2006 je bila podana razsodba. Lazio je bil prestavljen v Serie B, v sezono 2006/2007 bo startal z -7 točkami..

## Navijači
Klub svoje domače tekme igra na olimpijskem stadionu v Rimu, ki si ga deli z Romo. Moštvi vsaj enkrat na leto odigrata medsebojni rimski derbi, ki ga občasno zaznamujejo tudi vročekrvni spopadi med navijači obeh klubov. V političnem smislu Lazijevi »Ultrasi« veljajo za skrajne desničarje, večinoma pa prihajajo iz severnih rimskih soseščin, kar jim daje »aristokratski« pridih.

## Trenutni igralci prve ekipe
| Št. | Država               | Položaj | Igralec                   |
| --- | -------------------- | ------- | ------------------------- |
| 1   | Albanija             | GK      | Thomas Strakosha          |
| 3   | Brazilija            | DF      | Luiz Felipe               |
| 4   | Španija              | DF      | Patric                    |
| 5   | Belgija              | DF      | Jordan Lukaku             |
| 6   | Brazilija            | MF      | Lucas Leiva               |
| 7   | Kosovo               | MF      | Valon Berisha             |
| 8   | Srbija               | DF      | Dušan Basta               |
| 9   | Italija              | FW      | Alessandro Rossi          |
| 10  | Španija              | MF      | Luis Alberto              |
| 11  | Argentina            | MF      | Joaquín Correa            |
| 13  | Brazilija            | DF      | Wallace                   |
| 14  | Danska               | DF      | Riza Durmisi              |
| 15  | Angola               | DF      | Bastos                    |
| 16  | Italija              | MF      | Marco Parolo (2. kapetan) |
| 17  | Italija              | FW      | Ciro Immobile             |
| 19  | Bosna in Hercegovina | MF      | Senad Lulić (Kapetan)     |
| 20  | Ekvador              | FW      | Felipe Caicedo            |

| Št. |             | Položaj | Igralec                        |
| --- | ----------- | ------- | ------------------------------ |
| 21  | Srbija      | MF      | Sergej Milinković-Savić        |
| 22  | Urugvaj     | DF      | Martín Cáceres                 |
| 23  | Italija     | GK      | Guido Guerrieri                |
| 24  | Belgija     | GK      | Silvio Proto                   |
| 25  | Hrvaška     | MF      | Milan Badelj                   |
| 26  | Romunija    | DF      | Ștefan Radu                    |
| 28  | Kamerun     | MF      | Joseph Minala                  |
| 30  | Portugalska | FW      | Pedro Neto (na posoji Braga)   |
| 31  | Litva       | GK      | Marius Adamonis                |
| 32  | Italija     | MF      | Danilo Cataldi                 |
| 33  | Italija     | DF      | Francesco Acerbi               |
| 48  | Italija     | DF      | Lorenzo Filippini              |
| 66  | Portugalska | MF      | Bruno Jordão (na posoji Braga) |
| 77  | Črna gora   | DF      | Adam Marušić                   |
| 87  | Italija     | FW      | Cristiano Lombardi             |
| 96  | Italija     | MF      | Alessandro Murgia              |

## Klubske lovorike
- Serie A: 1973/74, 1999/00
- Serie B: 1962/63, 1968/69, 1979/80, 1981/82, 1991/92
- Italijanski pokal: 1958, 1997/98, 1999/00, 2003/04, 2008/09, 2012/13, 2018/2019
- Italijanski superpokal: 1998, 2000, 2009, 2019
- Pokal pokalnih zmagovalcev: 1998/99
- Evropski superpokal: 1999
- Pokal Alpinski: 1903, 1927, 1955, 1971, 1972, 1973,